# Sonata para piano n.º 15 (Schubert)

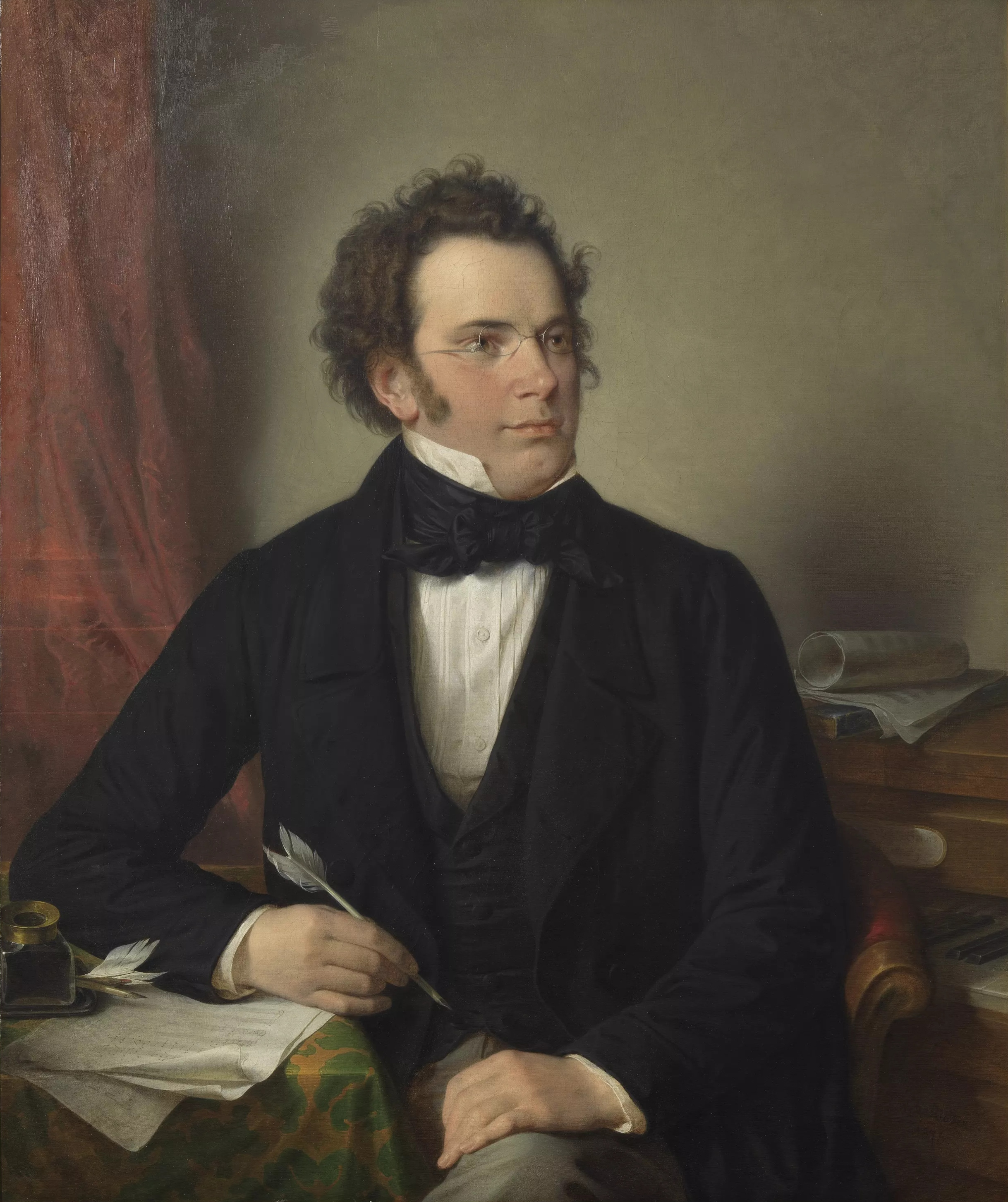
Franz Schubert en 1825 por Wilhelm August Rieder (1875)

La Sonata para piano núm. 15 en do mayor, D 840, fue llamada Reliquie ( Sonata Reliquia ) en su primera publicación en 1861 por la creencia errónea de que había sido la última obra de Schubert. Fue compuesta durante el mes de abril de 1825, cuando el compositor también trabajaba en la Sonata en la menor, D. 845, y ambas forman un tándem. Schubert abandonó la obra, y sólo los dos primeros movimientos están totalmente terminados, con la sección de trío del tercer movimiento también completa. En cambio, la sección del minueto del tercer movimiento está incompleta y contiene cambios armónicos inusuales, lo que sugiere que Schubert no quedó satisfecho y abandonó primero el movimiento, y más tarde la sonata. El cuarto movimiento, el último, está también incompleto y acaba de repente en el compás 272.
Los fragmentos de la sonata sobrevivieron en manuscritos de Schubert y, mucho más tarde, en 1861, la obra fue publicada en su forma incompleta.

## Movimientos
La obra es muy orquestal. Las secciones individuales y las partes adquieren proporciones sinfónicas hasta entonces desconocidas. Se puede adivinar a la Gran Sinfonía en Do mayor. Un ritmo pulsante recorre casi toda la sonata. Al igual que en las primeras sonatas en do menor de Beethoven (5 y 8), la bemol mayor (la subdominante de la tonalidad paralela mi bemol mayor) juega un papel importante en el segundo y tercer movimiento. En los movimientos exteriores, do mayor sigue siendo el timbre dominante. El hecho de que se convierta en la paralela la menor en la última página (inacabada) hace que la Sonata reliquia sea única en el mundo de las sonatas. 

### I. Moderato.
En do mayor, compás 4/4, en forma sonata. Dura aproximadamente de 15 a 18 minutos.
La melancólica pregunta al unísono con la sexta descendente es seguida por una suave respuesta en el acorde de séptima dominante. Se parece al tema de apertura de la Sonata en la menor D 845. Con octavas dobladas y sincopadas, regresa la sexta descendente. La repetición variada (si bemol mayor, la bemol mayor, fa menor, sol mayor) se basa en un ostinato rítmico (sincopado). En sol mayor cae de fortissimo a piano. Sobre el bajo inalterado -leggiero, pianissimo- aparece el irreal tema secundario del legato en si menor distante. A través de do menor, la exposición vuelve a la dominante sol mayor. Después de la repetición, el desarrollo comienza sin aspavientos en la mayor. Abre las perspectivas armónica, dinámica y tonal de manera orquestal. El primer tema se resuelve en el ostinato rítmico. En la recapitulación, el primer tema aparece una sola vez, sin la repetición que había introducido el ostinato. El tema del legato regresa en la menor, encontrando su camino hacia la tónica en do mayor sobre la síncopa del bajo. El final del movimiento trae el tema de apertura una vez más, pianissimo en la bemol mayor y do menor.

### II. Andante.
En do menor, compás 6/8, y forma rondó de cinco partes. Dura aproximadamente 10 minutos.
El segundo movimiento de la sonata a cuatro voces continúa por el mismo camino. Los contrastes dinámicos son menos fuertes, pero el espectro armónico es tan amplio como en el primer movimiento. El contrajuego de re menor y la bemol mayor, característico de muchas obras posteriores, ya está en el centro. En ambos movimientos las melodías no están cerradas, sino abiertas, también fragmentos de melodías o recuerdos de melodías. Sus fundamentos armónicos contrastan con los ostinatos rítmicos. Como en las canciones, las células rítmicas adquieren una importancia estructurante.

### III. Menuetto: Allegretto - Trio.
En la bemol mayor, compás 3/4, y forma ternaria incompleta. 
Es un fragmento (se queda en el compás 80 después del retorno del tema principal en la parte B del menuetto). De forma inusual, se repite de inmediato el tema de apertura –ligeramente adornado–, en la mayor, y la repetición también comienza en esta tonalidad. Se supone que el minueto estaría en la tonalidad de la bemol mayor. El trío está en la tonalidad paralela de la menor, pero escrita enarmónicamente en sol sostenido menor.
El suave la bemol mayor se convierte en un (inusual) la mayor después de 16 compases y retoma la idea de baile suave del segundo movimiento cuatro veces. Después de 18 compases y el comienzo de una señal de repetición, la acción se acelera (accelerando) y se oscurece. Al estilo típico de Schubert, recuerda el desarrollo del primer movimiento: sol bemol mayor - re bemol mayor - la bemol mayor y la mayor nuevamente. La calma regresa sobre el acorde de séptima dominante (mi mayor). La notación de la mano derecha se interrumpe antes del compás de repetición que falta. El trío está totalmente compuesto en sol sostenido menor, la confusión enarmónica de la tonalidad paralela en la bemol menor, parece un vals schubertiano. La segunda parte del trío comienza en si mayor. 

### IV. Rondó: Allegro.
En do mayor. El fragmento termina en el compás 32, después del inicio del desarrollo.
Leggiero y suave, con tresillos de corchea en la mano derecha, el rondó cita el último movimiento de la Sonata para piano nº 3 (Beethoven). Los acordes de sexta difunden una alegría malhumorada. Después de al menos 120 compases, el segundo tema aparece en dominante, tenso y enérgico con una segunda menor. Difundida y coloreada por la menor, se repite en el bajo. Después de 16 despreocupados compases de semicorchea, todavía en sol mayor, las tonalidades relativas de do menor y sol menor toman la delantera. La repetición de la grandiosa "Exposición" sigue a cuatro compases, que se superponen en muchas grabaciones. Marcan una profunda cesura, la salida hacia lo ilimitado. La inversión de la segunda menor lleva a través de mi mayor a los últimos 30 compases en la menor. Con Sviatoslav Richter no suenan como un “tercer tema”, sino como el comienzo suave de una stretta demoníaca, un final furioso –que Schubert no encontró.

## Finalizaciones
Dado su gran alcance y la extensión de la partitura que Schubert dejó en los movimientos incompletos, esta sonata ha inspirado a diversos compositores e intérpretes para intentar elaborar finalizaciones. Algunos de estos intentos, particularmente los realizados por intérpretes, han llegado a ser registrados.
- Ludwig Stark publicó una conclusión de la obra en 1877.[6]
- Armin Knab escribió una en 1920, publicada en una edición Peters de Heinz Wegener en 1962.[7][8][6]
- Ernst Krenek escribió su conclusión a petición de su amigo, el pianista y compositor Eduard Erdmann, que deseaba añadir la sonata a su repertorio. Krenek la dató en 1922.  Fue publicada por Edición Universal en 1923.
- Walter Rehberg escribió una en 1927, publicada en 1930.[9][10]
- Nikolai Zhilyayev la escribió en 1932 (москва: государственное музыкалное издательство 4). IV.1932, VN 12596).
- Harold Truscott publicó una conclusión del Minueto del III movimiento en 1957.
- Paul Badura-Skoda publicó su versión de la sonata en 1976. La revisó y grabó en 1997.[11]
- Bart Berman escribió la suya en 1978 y fue grabada en 1997.[12]
- Ian Munro escribió una conclusión en 1994 que también llegó a grabar.[13]
- Martino Tirimo escribió una conclusión y la incluyó en su conjunto de todas las sonatas publicadas por EMI.[14]
- Anthony Goldstone escribió y grabó una conclusión en 2003.
- Brian Newbould escribió una conclusión grabada por Todd Corb.[15][16]